# Sophie Tucker
Pour les articles homonymes, voir Tucker.
Ne doit pas être confondue avec Sofi Tukker
Sophie Tucker (née le 13 janvier 1887 et morte le 9 février 1966) est une chanteuse, humoriste, actrice et personnalité radiophonique américaine née en Ukraine. 
Elle est l'une des personnalités les plus populaires du showbusiness américain de la première moitié du XXe siècle. Elle était largement connue sous le surnom de « dernière des Red Hot Mamas,.

## Biographie

### Jeunesse
Sophie Tucker naît Sonya Kalish (russe : Соня Калиш) dans une famille juive quittant Toultchyn, en Ukraine (alors appartenant à l'empire russe) pour l'Amérique. Changeant de nom de famille pour Abuza, la famille s'installe à Hartford (Connecticut) et ouvre un restaurant.
Encore jeune, Sophie chante au restaurant de ses parents pour obtenir des pourboires.
En 1903, à l'âge de 16 ans, Sophie s'enfuit avec un livreur de bières nommé Louis Tuck, de qui elle tirera son nouveau nom de famille. Lorsqu'elle retourne à la maison, ses parents organisent un mariage orthodoxe pour le couple.
En 1906, elle donne naissance à son fils Albert. Peu après la naissance de l'enfant, le couple se sépare. Tucker laisse le bébé à sa famille et déménage à New York.

### Carrière
Après que Sophie Tucker a quitté son mari, Willie Howard (en) lui donne une lettre de recommandation destinée à Harold Von Tilzer, un compositeur et producteur de théâtre de New York. Ce dernier ne l'engage pas et Tucker trouve plutôt du travail dans des cafés et biergarten, chantant pour de la nourriture et de l'argent. Elle envoie la plus grande partie de ses gains à sa famille au Connecticut.

#### Théâtre
En 1907, Sophie Tucker tient son premier rôle sur scène, chantant dans un vaudeville lors d'une nuit consacrée aux amateurs. À ce moment, elle est remarquée pour sa manière de porter le blackface. En 1908, elle se produit dans un spectacle burlesque à Pittsburgh. Elle commence à se faire un nom et intègre peu à peu de l'humour d'obèse à ses prestations, qui deviendra une sorte de signature avec des chansons telles I Don't Want to be Thin (« Je ne veux pas être mince ») et Nobody Loves a Fat Girl, But Oh How a Fat Girl Can Love (« Personne n'aime une grosse, mais ô combien celle-ci peut aimer »).
En 1909, à l'âge de 22 ans, Tucker fait une prestation dans les Ziegfeld Follies. Bien qu'obtenant un franc succès, les autres femmes refusent de partager la scène avec Tucker et cette dernière doit partir. Cependant, Tucker attire l'attention de William Morris. Deux ans plus tard, elle lance la chanson Some of These Days (en), écrite par Shelton Brooks et produite par Edison Records. Le titre sera repris pour intituler une biographie de Tucker en 1945.

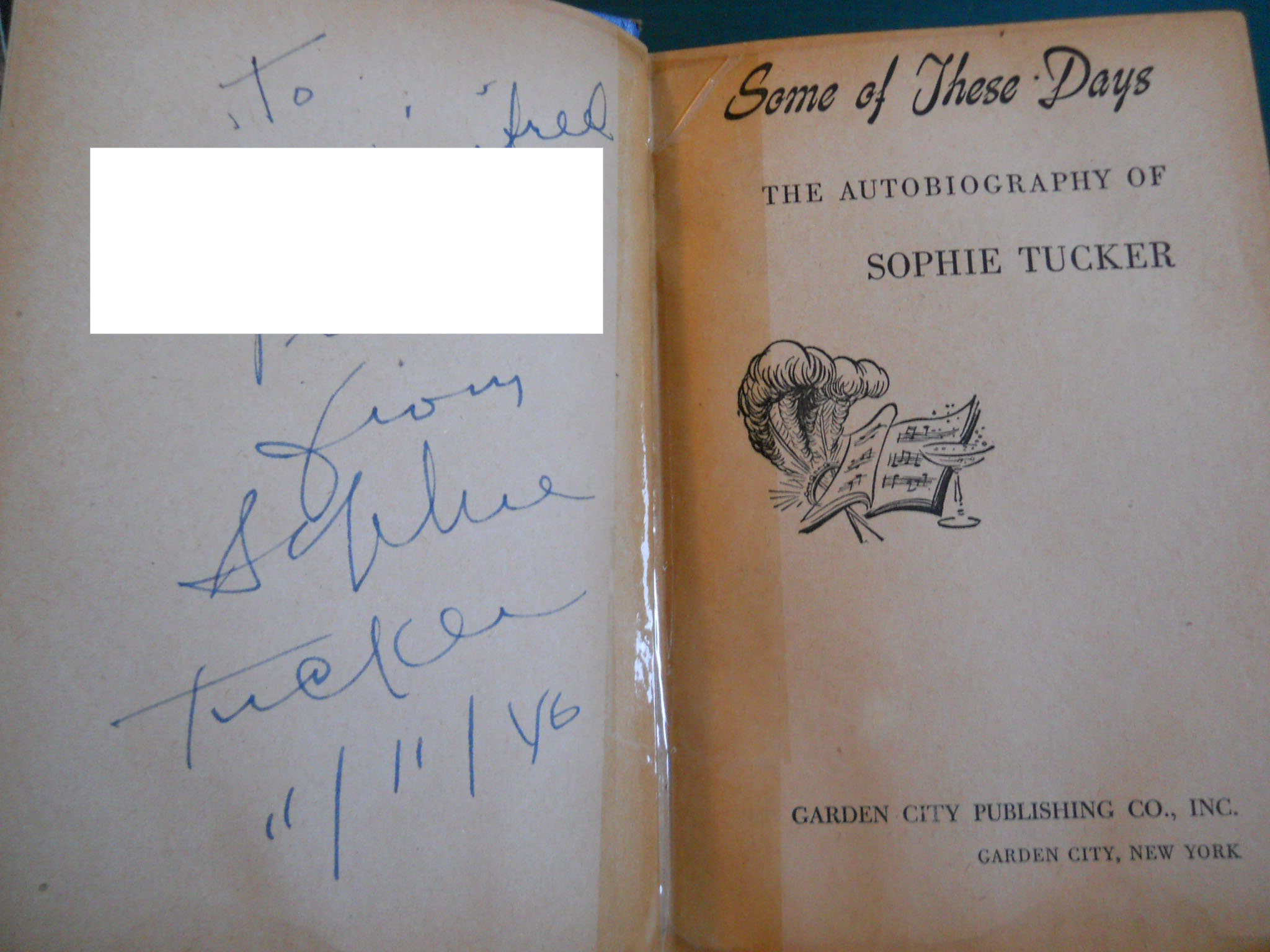
Autographe de Sophie Tucker sur un exemplaire de sa biographie de 1945.

En 1921, Tucker engage le pianiste et auteur Ted Shapiro comme accompagnateur et directeur musical. Shapiro suivra Tucker le reste de sa carrière. En plus d'écrire plusieurs chansons pour elle, Shapiro fait partie de son équipe sur scène, jouant du piano alors qu'elle chante.
Tucker conserve une certaine popularité au cours des années 1920 et se lie d'amitié avec des vedettes telles Mamie Smith et Ethel Waters, qui l'introduisent au jazz.
En 1925, Jack Yellen (en) écrit ce qui deviendra l'une des chansons les plus reconnues de Tucker : A Yiddishe Mame. Elle chante cette dernière dans de grandes villes américaines où se retrouve une bonne communauté juive. « Même si j'aime la chanson et qu'elle était un succès instantané à chaque fois que je la chantais, je ne la chantais que lorsque je sentais que la plus grande partie du public comprenait le yiddish. Cependant, vous n'aviez pas besoin d'être juif pour être touché par A Yiddishe Momme[réf. souhaitée]. »

#### Cinéma
- 1929 : Honky Tonk de Lloyd Bacon : Sophie Leonard